# U-631 (tàu ngầm Đức)
U-631 là một tàu ngầm tấn công  Lớp Type VII thuộc phân lớp Type VIIC được Hải quân Đức Quốc Xã chế tạo trong Chiến tranh Thế giới thứ hai. Nhập biên chế năm 1942, nó đã thực hiện được ba chuyến tuần tra và đánh chìm được hai tàu buôn với tổng tải trọng 9.136 GRT. Trong chuyến tuần tra cuối cùng, U-631 bị tàu corvette HMS Sunflower của Hải quân Hoàng gia Anh thả mìn sâu đánh chìm trong Bắc Đại Tây Dương vào ngày 17 tháng 10, 1943.

## Thiết kế và chế tạo

### Thiết kế

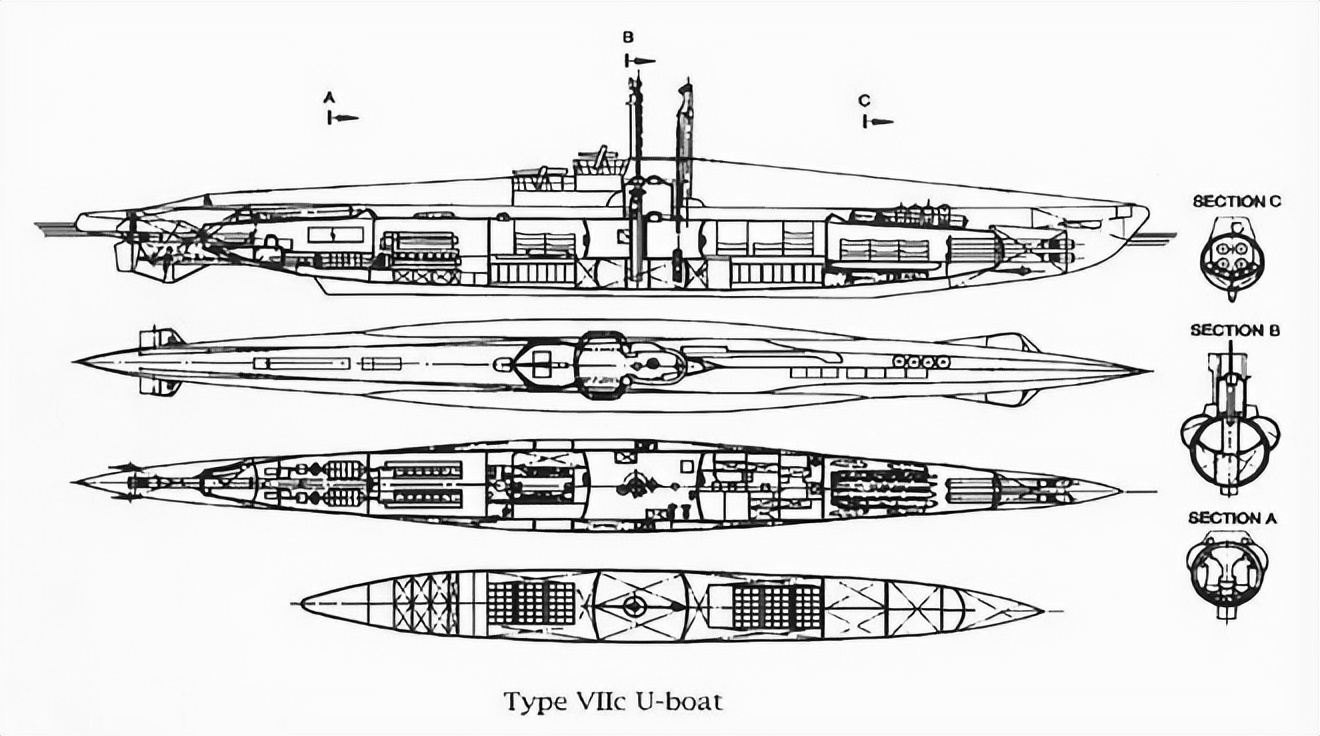
Sơ đồ các mặt cắt một tàu ngầm Type VIIC

Phân lớp VIIC của Tàu ngầm Type VII là một phiên bản VIIB được kéo dài thêm. Chúng có trọng lượng choán nước 769 t (757 tấn Anh) khi nổi và 871 t (857 tấn Anh) khi lặn). Con tàu có chiều dài chung 67,10 m (220 ft 2 in), lớp vỏ trong chịu áp lực dài 50,50 m (165 ft 8 in), mạn tàu rộng 6,20 m (20 ft 4 in), chiều cao 9,60 m (31 ft 6 in) và mớn nước 4,74 m (15 ft 7 in).
Chúng trang bị hai động cơ diesel Germaniawerft F46 siêu tăng áp 6-xy lanh 4 thì, tổng công suất 2.800–3.200 PS (2.100–2.400 kW; 2.800–3.200 bhp), dẫn động hai trục chân vịt đường kính 1,23 m (4,0 ft), cho phép đạt tốc độ tối đa 17,7 kn (32,8 km/h), và tầm hoạt động tối đa 8.500 nmi (15.700 km) khi đi tốc độ đường trường 10 kn (19 km/h). Khi đi ngầm dưới nước, chúng sử dụng hai động cơ/máy phát điện Garbe, Lahmeyer & Co. RP 137/c  tổng công suất 750 PS (550 kW; 740 shp). Tốc độ tối đa khi lặn là 7,6 kn (14,1 km/h), và tầm hoạt động 80 nmi (150 km) ở tốc độ 4 kn (7,4 km/h). Con tàu có khả năng lặn sâu đến 230 m (750 ft).
Vũ khí trang bị có năm ống phóng ngư lôi 53,3 cm (21 in), bao gồm bốn ống trước mũi và một ống phía đuôi, và mang theo tổng cộng 14 quả ngư lôi, hoặc tối đa 22 quả thủy lôi TMA, hoặc 33 quả TMB. Tàu ngầm Type VIIC bố trí một hải pháo 8,8 cm SK C/35 cùng một pháo phòng không 2 cm (0,79 in) trên boong tàu. Thủy thủ đoàn bao gồm 4 sĩ quan và 40-56 thủy thủ.

### Chế tạo
U-631 được đặt hàng vào ngày 15 tháng 8, 1940, và được đặt lườn tại xưởng tàu của hãng Blohm & Voss ở Hamburg vào ngày 5 tháng 9, 1941. Nó được hạ thủy vào ngày 27 tháng 5, 1942, và nhập biên chế cùng Hải quân Đức Quốc Xã vào ngày 16 tháng 7, 1942 dưới quyền chỉ huy của Hạm trưởng, Trung úy Hải quân Jürgen Krüger.

## Lịch sử hoạt động
Sau khi hoàn tất việc huấn luyện trong thành phần Chi hạm đội U-boat 5, U-631 được điều sang Chi hạm đội U-boat 9 từ ngày 1 tháng 1, 1943 để hoạt động trên tuyến đầu cho đến khi bị mất.

### Chuyến tuần tra thứ nhất
U-631 khởi hành từ cảng Kiel, Đức vào ngày 19 tháng 12, 1942 cho chuyến tuần tra đầu tiên trong chiến tranh. Nó băng qua khe GI-UK giữa Iceland và quần đảo Faroe để vòng qua quần đảo Anh và hoạt động tại khu vực giữa Bắc Đại Tây Dương. Ở vị trí về phía Nam Iceland vào ngày 29 tháng 12, nó phóng ngư lôi đánh chìm chiếc tàu buôn Na Uy Ingerfem 3.978 GRT, vốn bị tụt lại phía sau Đoàn tàu ONS-156. Chiếc U-boat kết thúc chuyến tuần tra và đi đến cảng Brest bên bờ Đại Tây Dương của Pháp đã bị Đức chiếm đóng, đến nơi vào ngày 4 tháng 2, 1943.

### Chuyến tuần tra thứ hai
Chuyến tuần tra thứ hai của U-631, cùng xuất phát và kết thúc tại căn cứ Brest, diễn ra từ ngày 6 tháng 3 đến ngày 11 tháng 5, và nó đã hoạt động tại khu vực giữa Bắc Đại Tây Dương. Vào ngày 17 tháng 3, nó phóng ngư lôi tấn công Đoàn tàu HX-229, đánh chìm được chiếc tàu buôn Hà Lan Terkoelei 5.158 GRT ở vị trí về phía Đông Bắc St. John's, Newfoundland và Labrador. Đến ngày 20 tháng 3, một thủy phi cơ Short Sunderland thuộc Liên đội 201 Không quân Hoàng gia Anh đã thả mìn sâu tấn công tại tọa độ 54°18′B 26°15′T / 54,3°B 26,25°T, và tự nhận đã đánh chìm được tàu ngầm U-384. Thực ra mục tiêu bị tấn công chính là U-631, nhưng nó thoát được mà không bị hư hại.

### Chuyến tuần tra thứ ba – Bị mất
U-631 lại khởi hành từ Brest vào ngày 18 tháng 9 cho chuyến tuần tra thứ ba, cũng là chuyến cuối cùng, để hoạt động trong vùng biển Bắc Đại Tây Dương về phía Đông Nam mũi Farewell, Greenland. Tại đây vào ngày 17 tháng 10, nó bị tàu corvette HMS Sunflower của Hải quân Hoàng gia Anh thả mìn sâu đánh chìm tại tọa độ 58°13′B 32°29′T / 58,217°B 32,483°T. Toàn bộ 54 thành viên thủy thủ đoàn của U-631 đều đã tử trận.

### "Bầy sói" tham gia
U-631 từng tham gia bảy bầy sói:
- Falke (28 tháng 12, 1942 – 19 tháng 1, 1943)
- Landsknecht (19 – 28 tháng 1, 1943)
- Stürmer (11 – 20 tháng 3, 1943)
- Seewolf 2 (21 – 30 tháng 3, 1943)
- Meise (11 – 27 tháng 4, 1943)
- Rossbach (27 tháng 9 – 9 tháng 10, 1943)
- Schlieffen (14 – 17 tháng 10, 1943)

### Tóm tắt chiến công
U-631 đã đánh chìm được hai tàu buôn tổng tải trọng 9.136 GRT :
| Ngày              | Tên tàu   | Quốc tịch   | Tải trọng | Số phận      |
| ----------------- | --------- | ----------- | --------- | ------------ |
| 29 tháng 12, 1942 | Ingerfem  | Norway      | 3.978     | Bị đánh chìm |
| 17 tháng 3, 1943  | Terkoelei | Netherlands | 5.158     | Bị đánh chìm |